# Patrick Steptoe

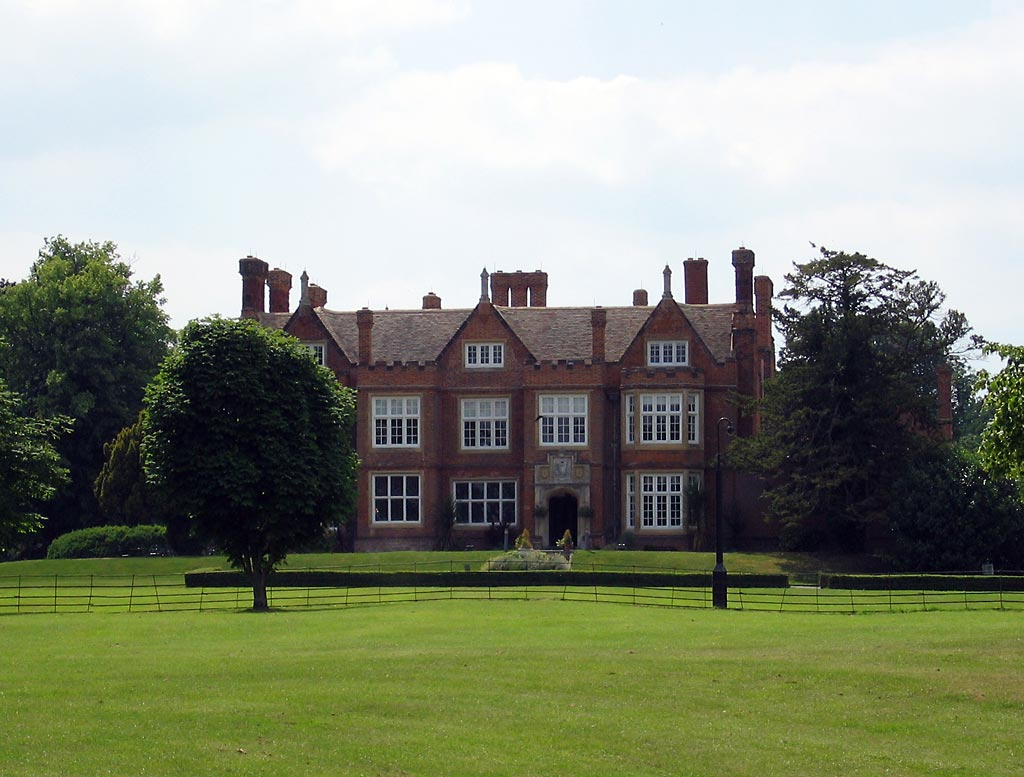
Bourn Hall Clinic

Patrick Christopher Steptoe (9 de junio de 1913, Oxford, Inglaterra – 21 de marzo de 1988, Canterbury) era un obstétrico y ginecólogo británico pionero en el tratamiento de la infertilidad. Steptoe era responsable, junto con el biólogo y fisiólogo Robert Edwards y la embrióloga y enfermera Jean Purdy, del desarrollo de la fecundación in vitro. Louise Joy Brown, la primera "niña probeta", nació el 25 de julio de 1978.
Edwards fue galardonado, en solitario, con el premio Nobel en Fisiología o Medicina en 2010 por su trabajo en el desarrollo de la fecundación in vitro, debido a que este premio no es entregado post mortem, por lo que ni Purdy ni Steptoe eran elegibles para su consideración.

## Educación
Steptoe asistió a "The Grammar School", Witney, en Oxfordshire. Fue al "King's College de Londres"  y se graduó en el "St George's Hospital Medical School" en 1939,Londres.

## Pionero en laparoscopia
Después de la Segunda Guerra Mundial,  estudió obstetricia y, en 1951 comenzó a trabajar en el Hospital general de Oldham. 
Aprendió, de Raoul Palmer , la técnica de laparoscopia y promovió su utilidad. En 1967  publicó un libro sobre Laparoscopia en Ginecología. Posteriormente, Robert Edwards (fisiólogo de la Universidad de Cambridge), le contactó para colaborar en el desarrollo de la fecundación in vitro.

## Trabajo con Edwards
Steptoe se convirtió en el director del Centro de Reproducción Humana en 1969, Oldham. Utilizando laparoscopia, aspiraba los oocitos de mujeres voluntarias infértiles que vieron a Steptoe como último recurso para quedarse embarazadas.
Edwards y Jean Purdy proporcionaron la experiencia en el laboratorio. Durante este tiempo  tuvieron que soportar críticas y hostilidad a su trabajo, pero, finalmente, en 1978, el nacimiento de Louise Brown lo cambió todo. A pesar de que algunas clínica seguían criticando su trabajo, otras eran capaces de valorar el desarrollo de la técnica y los resultados que daba en los pacientes. 
Para acomodar el aumento en la demanda, tanto por parte de los pacientes como por parte de especialistas que requerían formación, él, Purdy, y Edwards fundaron el Bourn Hall Clinic en 1980, Cambridgeshire, del cual Steptoe era Director Médico hasta su muerte.

## Premios y honores
Steptoe fue elegido socio de la Royal Society en marzo de 1987. Su nombramiento recoge las siguientes palabras: 

Steptoe was the first in Britain to use laparoscopy for the routine diagnosis of gynaecological disorders, and the first anywhere to use it as a standard technique for sterilization. He sought to develop it for the treatment of infertility and, by 1969, succeeded in using it for the first time to recover oocytes from preovulatory ovaries. During the next ten years he recovered many oocytes, which were fertilized and nurtured by Edwards, and implanted them in the uterus through the cervix uteri, thus helping to clarify many fundamental aspects of human ovulation, fertilization, and implantation. After more than 100 attempts a pregnancy was obtained which was carried to term. Now the technique, as used by Steptoe and others, is so successful that almost a third of women accepted for treatment have healthy infants. His achievement is particularly remarkable as it was obtained in a district hospital with only local backing.

En julio de 2013, Louise Brown y Alastair MacDonald pusieron una placa en la Bourn Hall Clinic para conmemorar el trabajo de Steptoe y Edwards, que decía algo así como: el primer niño del mundo nacido por fecundación in vitro.
Steptoe es también conmemorado con una placa en la sala de maternidad del Royal Oldham Hospital.
Steptoe está enterrado en Bourn, St Helena y St Mary Churchyard.